# 38B busz (Budapest)
A budapesti 38B jelzésű autóbusz a 38-as busz betétjárataként, Csepel, Szent Imre tér és a Hárosi Csárda között közlekedett kizárólag az államalapítás ünnepén (2013, 2015–16) és mindenszentekkor. A viszonylatot a Budapesti Közlekedési Zrt. üzemeltette.

## Története
1995. október 28-án közlekedett először a 38B jelzésű temetői buszjárat a csepeli Szent Imre tér és a Hárosi iskola között, felváltva a 38A jelzésű buszt. 2013-ban, 2015-ben és 2016-ban az államalapítás ünnepén is közlekedett, 2013-ban még a Hárosi iskoláig, 2015. augusztus 20-ától a Hárosi Csárdáig. 2017-ben már nem indították el, feladatát a 38-as buszcsalád látja el.

## Útvonala
| Hárosi Csárda felé                                                                          | Csepel, Szent Imre tér felé                                                                                               |
| ------------------------------------------------------------------------------------------- | --- |
| Csepel, Szent Imre tér vá. – Károli Gáspár utca – II. Rákóczi Ferenc út – Hárosi Csárda vá. | Hárosi Csárda vá. – II. Rákóczi Ferenc út – Vermes Miklós utca – Kiss János altábornagy utca – Csepel, Szent Imre tér vá. |

## Megállóhelyei
Az átszállás kapcsolatok között az azonos útvonalon közlekedő 38-as, 38A, 138-as, 238-as és 278-as jelzésű járatok nincsenek feltüntetve.
| 0  | Csepel, Szent Imre tér végállomás | 20 | 35, 36, 71, 148, 151, 152, 159, 179 688, 690                          |
| ∫  | Kiss János altábornagy utca       | 19 | 71, 152, 159, 179 688, 690                                            |
| 1  | Szent Imre tér H                  | 17 | 35, 36, 71, 148, 151, 152, 159, 179 673, 674, 675, 676, 688, 690, 699 |
| 3  | Karácsony Sándor utca H           | 15 | 35, 36, 148, 151, 152, 159, 179 673, 674, 675, 688, 690, 699          |
| 5  | Csepel H                          | 13 | 673, 674, 675, 676, 688, 690, 699                                     |
| 7  | Erdősor utca                      | 11 | 159 673, 674, 690, 699                                                |
| 8  | Vas Gereben utca                  | 9  | 673, 674, 690, 699                                                    |
| 9  | Tejút utca                        | 8  | 673, 674, 675, 676, 688, 690, 699                                     |
| 10 | Csepeli temető                    | 6  | 673, 674, 690, 699                                                    |
| 11 | Hárosi iskola                     | 5  | 673, 674, 675, 690, 699                                               |
| 13 | Szilvafa utca                     | 3  | 690, 699                                                              |
| 14 | Almafa utca                       | 2  | 690, 699                                                              |
| 15 | Vízművek lakótelep                | 1  | 690, 699                                                              |
| 16 | Hárosi Csárda végállomás          | 0  | 279, 280 690, 699                                                     |